# Вест-Террас (кладбище)
Кладбище Вест-Террас (англ. West Terrace Cemetery) — старейшее кладбище Южной Австралии, впервые отмеченное полковником Уильямом Лайтом на плане Аделаиды в 1837 году. Участок площадью 68 акров (0.28 км²) расположен в 23-й зоне района Аделаида Парк Лендс к юго-западу от центра Аделаиды, между Вест-Террас, шоссе Анзак, Сэр Дональд Брадман Драйв и железнодорожными линиями Сифорд и Белэр. Первоначально место было известно как Общественное кладбище Аделаиды. Впоследствии оно было разделено на несколько зон для различных общин и конфессий, включая две католические области, а также еврейскую, афганскую, исламскую и квакерскую.

## История

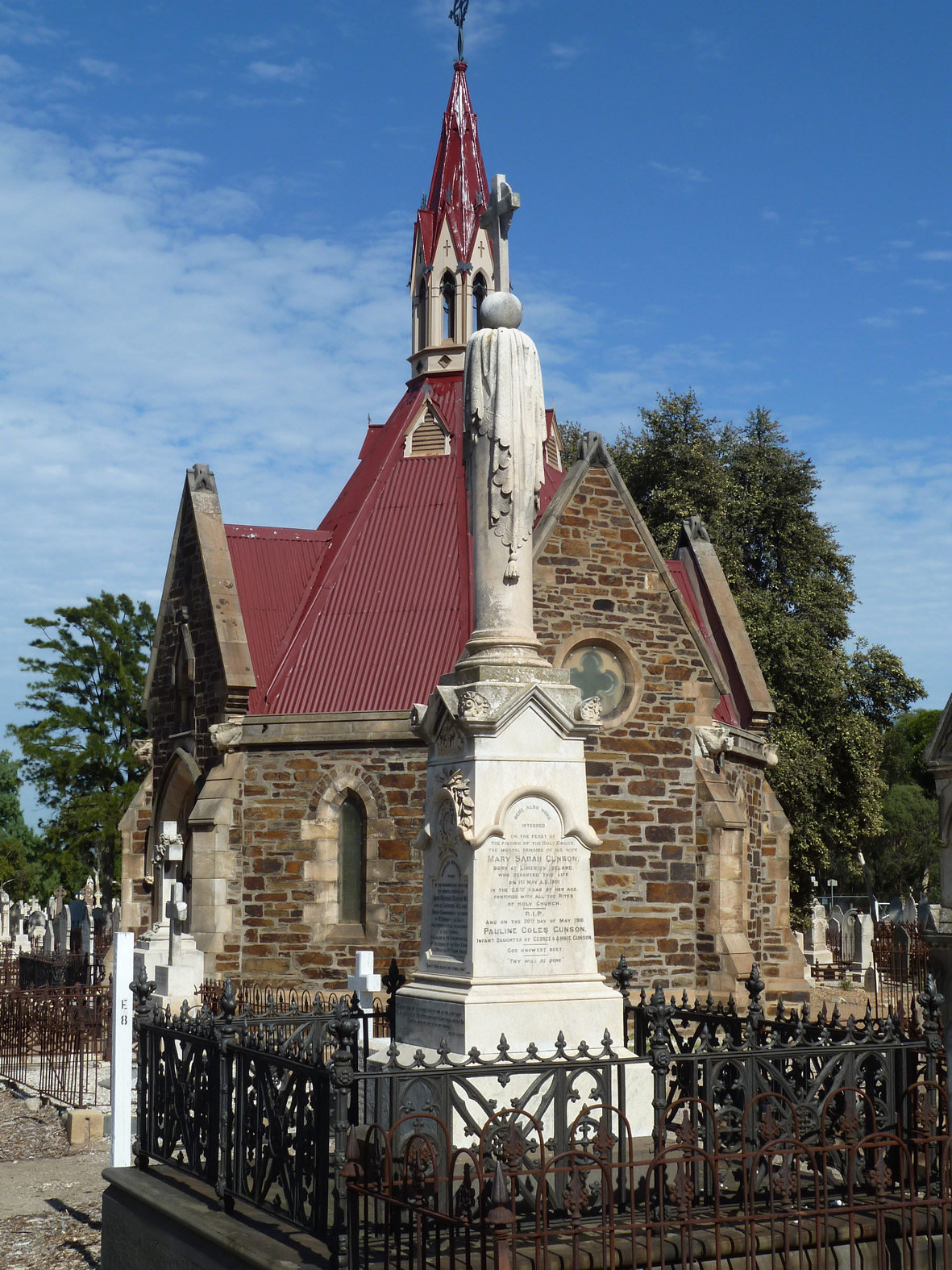
Часовня Смита в католической части кладбища Вест-Террас была построена в 1871 году.

Район Аделаида Парк Лендс был заложен по проекту города полковником Уильямом Лайтом. Первоначально Лайт зарезервировал 2300 акров (9,3 км²) под район и ещё 32 акра (0,13 км²) под общественное кладбище.
На протяжении большей части своей ранней истории кладбище Вест-Террас преследовали споры и бесхозяйственность. Территория была предметом многочисленных общественных и религиозных дебатов и много раз находилась под угрозой закрытия. Уже в 1880-х годах размеры кладбища считались недостаточными для удовлетворения спроса на захоронение тел.
Основание еврейского захоронения в 1843 году положило начало конфессиональному делению кладбища. В 1845 году на территории, прилегающей к главному кладбищу, было основано католическое кладбище, а в 1849 году треть общественного кладбища была передана англиканской церкви.
В 1871 году на кладбище была построена часовня Смита, как памятник высокопреподобному доктору Джону Смиту, генеральному викарию, который похоронен в склепе под часовней. Проект здания был разработан архитектором Джоном Вудсом во второй половине 1870 года в результате конкурса, проведенного Мемориальный Фондом Смита, и осуществлён Питерсом и Джонсом примерно за 472 фунта.
Первый камень часовни, расположенной в католической области кладбища, был заложен в фундамент 18 декабря 1870 года достопочтенным архидиаконом Расселом, генеральным викарием. Храм был официально открыт и освящен 22 октября 1871 года.
В 1902 году был построен первый в южном полушарии крематорий, который начал работать со следующего года. В течение следующих 20 лет это был единственный крематорий в Австралии.
На кладбище были похоронены многие известные и важные южно-австралийцы. С 2002 года это место находится в ведении Управления кладбищ Аделаиды, которое также контролирует ряд других кладбищ в столичном районе.

## Военные могилы

### Кладбище альтернативного инвестиционного фонда
В связи с опасениями различных патриотических ассоциаций по поводу того, что солдат Первой мировой войны без родственников хоронят в безымянных могилах, в феврале 1920 года делегация министерства общественных работ искала «солдатский участок» не только для этих солдат, но и для тех, чьи семьи хотели бы похоронить там своих «близких военных». Министр выделил для этой цели пол-акра (2000 м²) территории, где на общественные пожертвования был установлен памятник и перезахоронены солдаты из безымянных могил. Первое захоронение было произведено в марте 1920 года, но из-за низкой скорости сбора средств территория не была открыта до 10 декабря 1922 года.
На кладбище Вест-Террас похоронены (по состоянию на июнь 2014 г.) 275 военнослужащих Содружества из обеих мировых войн, могилы которых зарегистрированы комиссией по военным захоронениям Содружества.

## Известные захоронения или кремации
- Уильям и Энн Маргарет Бикфорд, химики-производители
- Артур Сифорт Блэкбёрн, военный и получатель Креста Виктории с Первой мировой войны
- Авраам Тобиас Боас, долгое время служивший раввином еврейской общины Аделаиды
- Джеймс Боннин, застройщик в Лондоне
- Полтпалингада Бубуроуи (Томми Уокер), абориген Нгарринджери и популярная личность в Аделаиде в 1890-х годах
- Чарльз Кэмпбелл, ранний поселенец, скотовод и основатель Кэмпбеллтауна
- Чарльз Чуингс, геолог и антрополог
- Сэр Доминик Дейли, седьмой губернатор Южной Австралии
- Филипп Дэйви, получатель Креста Виктории от Первой мировой войны
- Дж. Мэтью Эннис, академический органист и пианист
- Бойл Трэверс Финнисс, поселенец, солдат, геодезист и первый премьер Южной Австралии
- Томас Гилберт, пионер и первый генеральный почтмейстер колонии
- Перси Грейнджер, международный музыкант и композитор
- Чарльз Бомонт Ховард, первый колониальный капеллан Южной Австралии
- Реджинальд Рой Инвуд, получатель Креста Виктории с Первой мировой войны
- Йорген Кристиан Йенсен, датчанин, получивший крест Виктории во время Первой мировой войны.
- Чарльз Кингстон, премьер-министр Южной Австралии и член-основатель Австралийской федерации
- Карл Лингер, музыкант и композитор Песни Австралии
- Филип Леви, ранний поселенец и скотовод
- Джон Макферсон, первый лидер южно-австралийского отделения Австралийской лейбористской партии
- Фредерик Меттерс, основатель бизнеса по производству духовок и плит, который стал Metters Limited[англ.]
- Сэр Джон Морфетт (вместе с другими членами его семьи), ранний поселенец, скотовод и бизнесмен
- Артур Эдвард Росситер, основатель производителя обуви Rossi Boots
- Ричард Гилберт Саймондс, инспектор полковника Лайт
- Августа Задоу, суфражистка и ранний профсоюзный деятель
- Неизвестная жертва загадочного дела Тамам Шуд